# Tần số âm thanh
Tần số âm thanh (viết tắt: AF) hoặc tần số nghe được được đặc trưng là rung động tuần hoàn có tần số nghe được với người thường. Đơn vị SI của tần số âm thanh là hertz (Hz). Đây là tính chất của âm thanh mà chủ yếu quyết định cao độ.
Quãng tần số nghe được tiêu chuẩn thường được chấp nhận là 16 đến 20,000 Hz, mặc dù quãng tần số mỗi người nghe được bị ảnh hưởng lớn bởi các yếu tố môi trường. Tần số dưới 20 Hz thường có thể được cảm thấy thay vì nghe thấy, cho là biên độ của rung động đủ lớn. Tần số trên 20.000 Hz đôi khi có thể được cảm thấy bởi người trẻ. Tần số cao là loại đầu tiên bị ảnh hưởng bởi khiếm thính do tuổi già và/hoặc phơi nhiễm tiếng ồn lớn lâu dài.

## Tần số và mô tả
| Tần số (Hz)     | Quãng tám       | Mô tả                                                                                |
| --------------- | --------------- | ------------------------------------------------------------------------------------ |
| 16 đến 32       | Thứ nhất        | Ngưỡng dưới của khả năng nghe của con người, và nốt thấp nhấp của đàn đại phong cầm. |
| 32 đến 512      | Thứ 2 đến thứ 5 | Tần số nhịp điệu, nơi có các nốt thấp và cao của giọng nam trầm.                     |
| 512 đến 2048    | Thứ 6 đến thứ 7 | Độ nghe rõ tiếng nói con người, có tiếng kim.                                        |
| 2048 đến 8192   | Thứ 8 đến thứ 9 | Âm thanh lời nói, nơi có âm môi và âm xát.                                           |
| 8192 đến 16384  | Thứ 10          | Chói, tiếng chuông và cái chũm chọe và âm xuýt                                       |
| 16384 đến 32768 | Thứ 11          | Trên chói, đạt tới âm thanh âm u và hơi quá ngưỡng nghe của con người                |

| Nốt MIDI | Tần số (Hz) | Mô tả                                                                                   | Tệp âm thanh                                              |
| -------- | ----------- | --------------------------------------------------------------------------------------- | --------------------------------------------------------- |
| C-1      | 8,18        | Nốt đàn organ thấp nhất                                                                 | N/A (tần số cơ sở không nghe được)                        |
| C0       | 16,35       | Nốt thấp nhất của tuba, đàn đại phong cầm lớn, đàn piano cánh lớn hoàng gia Bösendorfer | N/A (tần số cơ sở không nghe được trong điều kiện thường) |
| C1       | 32,70       | Nốt đô thấp nhất trên đàn piano 88 nốt tiêu chuẩn.                                      |                                                           |
| C2       | 65,41       | Nốt thấp nhất của cello                                                                 |                                                           |
| C3       | 130,81      | Nốt thấp nhất của viola, mandola                                                        |                                                           |
| C4       | 261,63      | Nốt đô trung                                                                            |                                                           |
| C5       | 523,25      | Nốt đô ở giữa khóa treble                                                               |                                                           |
| C6       | 1046,50     | Xấp xỉ nốt cao nhất tạo ra được bởi giọng người giới nữ.                                |                                                           |
| C7       | 2093        | Nốt cao nhất của sáo.                                                                   |                                                           |
| C8       | 4186        | Nốt cao nhất trên đàn piano 88 nốt tiêu chuẩn.                                          |                                                           |
| C9       | 8372        |                                                                                         |                                                           |
| C10      | 16744       | Khoảng âm mà ti vi CRT điển hình phát ra khi đang chạy.                                 |                                                           |